# SN 2007U
SN 2007U – supernowa typu II odkryta 5 lutego 2007 roku w galaktyce E552-G65. W momencie odkrycia miała maksymalną jasność 17,50m.